# 마쓰모토키요시
마쓰모토키요시(일본어: マツモトキヨシ)는 일본의 약국 체인점 회사로 동업계 최대기업이다. 정식 명칭은 주식회사 마쓰모토키요시(Matsumoto Kiyoshi Co.,Ltd)이며, 지바현 마쓰도시에 본부를 두고 있다. 약칭은 마쓰키요(マツキヨ)이다.

## 사명의 유래
사명은 창업자인 마쓰모토 기요시(松本清)의 이름을 가타카나로 표기한 것이다. 마쓰모토가 지바 현 의회의원이 되고자 했을 때, 선거운동의 일환으로 가게 이름을 자기 이름으로 정한 것이 시초라고 한다. 마쓰도시의 시장을 역임했다.

## 주요 사업

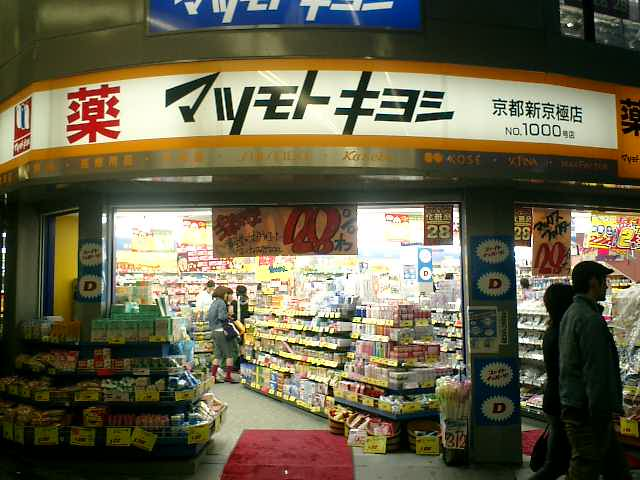
마쓰모토키요시 제1000호점 교토시 신쿄고쿠점

약국체인 사업이 중심으로 전체 수익의 90% 이상을 차지한다. 2005년 8월부터는 약국의 프렌차이즈 전개를 시작했고, 2006년 3월에는 역 구내에 신형 점포를 냈다. 슈퍼마켓사업 및 홈센터 사업도 운영하고 있으나, 전체 수익에서 차지하는 비중은 낮다. 수퍼마켓 사업은 심한 경쟁 체제 때문에 2006년 8월 20일을 기하여 철수하였다.

## 같이 보기
- 웰니스 고호쿠